# Sara Mariani

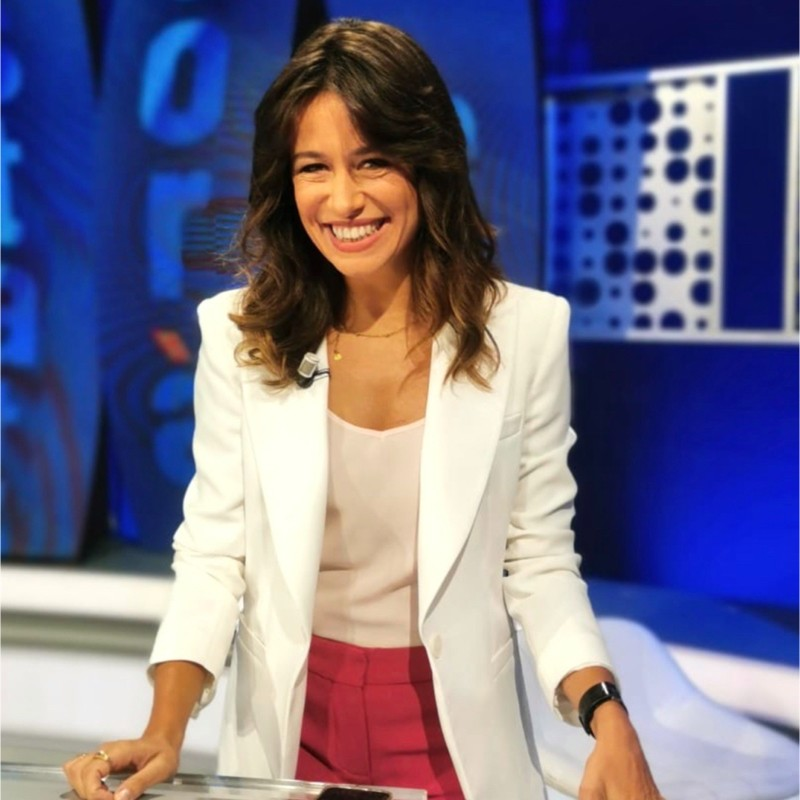
Sara Mariani ad Agorà Weekend.

Sara Mariani (Firenze, 11 settembre 1984) è una giornalista, autrice televisiva e conduttrice televisiva italiana.

## Biografia
Nata a Bagno a Ripoli, in provincia di Firenze, l’11 settembre 1984, dopo la maturità classica al Liceo Ginnasio Galileo di Firenze, prosegue gli studi laureandosi in Italianistica e successivamente in Filologia Moderna presso l’Università degli Studi di Firenze.

### Carriera giornalistica
Approda nel mondo del giornalismo televisivo lavorando a Mediaset per i programmi della testata Videonews dal 2012 al 2014. L’arrivo in Rai avviene nel settembre 2014, quando viene scelta come inviata nella squadra di Agorà, dove resterà fino a giugno 2017 e poi nuovamente da settembre 2018 a settembre 2023, realizzando servizi registrati e reportage in diretta, lavorando anche alla conduzione della rubrica del Moviolone. Nella stagione 2017/2018 è inviata del programma pomeridiano di Rai 1 La vita in diretta.
Da settembre 2023 conduce Agorà Weekend, spin-off del programma Agorà, in onda dal Centro di Produzione Rai di Napoli il sabato e la domenica alle 8, sostituendo Giusi Sansone.
Negli anni ha collaborato con La Repubblica Milano, Dissapore.com, VanityFair, Il Sole 24 Ore, Il Foglio, occupandosi di cronaca, costume, cibo e cultura.

### Minacce
Nel 2015 è vittima di un’aggressione durante la realizzazione di un servizio in diretta a Tor Bella Monaca, a Roma, dove viene minacciata insieme alla troupe mentre documenta le criticità del quartiere al centro di un’operazione delle forze dell’ordine contro lo spaccio e la microcriminalità.

## Televisione
- Agorà (Rai 3, 2014-2017 e 2018-2023) Inviata, autrice, co-conduttrice
- La vita in diretta (Rai 1, 2017-2018) Inviata
- Agorà Weekend (Rai 3, dal 2023) Conduttrice